# John-Lee Augustyn
John-Lee Augustyn, född 10 augusti 1986 i Kimberley, är en professionell tävlingscyklist från Sydafrika.
Han tävlade mellan 2005 och 2006 för Konica-Minolta. Mellan säsongen 2007 och 2009 tävlade för det sydafrikanska stallet Barloworld innan han inför säsongen 2010 blev kontrakterad av Team Sky. Inför säsongen 2012 skrev han på ett kontrakt med det irländska laget Utensilnord-Named.

## Karriär
John-Lee Augustyn slutade tvåa i slutsammanställningen på Tour of Japan 2006 och han vann etapp 4, ett tempolopp uppför Japans högsta berg, Fuji, med över en minut framför ukrainaren Vladimir Duma, som sedan vann Tour of Japan. Under året vann John-Lee Augustyn de sydafrikanska nationsmästerskapen för U23-cyklister i linjelopp.
Inför säsongen 2007 blev sydafrikanen kontrakterad av Barloworld och under sitt första år slutade han trea på Vuelta Ciclista Asturias efter Koldo Gil och Alberto Fernández de la Puebla.
Augustyn gjorde sin debut i Tour de France under tävlingen 2008. Han gjorde inga större resultat under tävlingen, men blev uppmärksammad då han under etapp 16 missbedömde en kurva och gled flera meter nedför en kraftig sluttning. Han klarade sig dock utan skador, och med hjälp av en åskådare satt han några minuter senare på sin cykel igen. Under säsongen 2008 gjorde han också sin debut i de Olympiska sommarspelen. Sydafrikanen slutade på 27:e plats på linjeloppet.
När Barloworld lade ned fortsatte Augustyn sin karriär med Team Sky. Under säsongen 2010, som var hans första med stallet, slutade han på sjätte plats på etapp 2 av Österrike runt.

## Meriter
2005
1:a, Belgotex Classic Hill climb tempolopp
1:a, Karoo
2:a, Nationsmästerskapen - kriterium (elit)
2:a, Vasbyt Classic
2:a, etapp 2, Spar Arden Challenge
3:a, Berg en Dale Classic
3:a, etapp 2, Giro del Capo
2006
1:a, Tshwabec Classic
1:a, etapp 1, Tour de Lesotho
1:a, etapp 4, Tour of Japan
1:a, Nationsmästerskapen - linjelopp (U23)
2:a, Tour of Japan
2007
2:a, Anatomic Jock Race
3:a, Vuelta Ciclista Asturias
etapp 3

## Stall
- 2005-2006 Konica-Minolta
- 2007-2009 Barloworld
- 2010-2011 Team Sky
- 2012- Utensilnord-Named